# Якоб (єпископ)
| Текст вилучений зі статті через підозру в порушенні авторських прав |
| Текст, який раніше перебував на цій сторінці, запідозрений у порушенні авторських прав через те, що є дослівним перекладом з таких джерел: https://sbc.org.pl/Content/442802/PDF/32.pdf Дата, коли було знайдено порушення: 16 серпня 2025 . Тому, хто поставив цей шаблон: на сторінку обговорення користувача, який розмістив цю статтю, чи додав текст з порушенням авторського права, варто додати повідомлення {{subst:Nothanks tr\|Якоб (єпископ)\|url=https://sbc.org.pl/Content/442802/PDF/32.pdf }} --~~~~. |
| До уваги користувача, який розмістив цю статтю Не редагуйте статтю зараз, навіть якщо ви збираєтеся її переписати. Додержуйтеся вказівок нижче. - Якщо власник авторських прав на зазначений вище матеріал дозволяє використати його на умовах GNU FDL без незмінюваних секцій та Creative Commons із зазначенням автора / розповсюдження на тих самих умовах, будь ласка, сповістіть про це на сторінці обговорення цієї статті. - Якщо правовласником є ви, додайте на зазначеному вище ресурсі примітку: «This article is licensed under the Creative Commons Attribution-ShareAlike license». - Якщо дозволу на використання цього матеріалу нема, будь ласка, зробіть одне з двох: 1. Напишіть хоча б гарний накид статті на цій підсторінці. Зверніть увагу: не треба копіювати текст, що порушує авторські права, на зазначену підсторінку й редагувати його. Якщо ви взялися за написання нової статті, не забудьте сповістити про це на сторінці обговорення. 2. Залиште все як є, і тоді стаття буде вилучена. У випадку, якщо новий текст написаний не буде, ця стаття буде вилучена через тиждень після появи цього попередження. (Детальніше див. документацію шаблону.) Вихідний текст цієї статті з можливим порушенням копірайту можна знайти в історії змін. Зверніть увагу, що розміщення у Вікіпедії матеріалів, включаючи дослівний переклад, автор яких не надав явного дозволу на їхнє використання відповідно до ліцензії GNU FDL без незмінюваних секцій та Creative Commons із зазначенням автора / розповсюдження на тих самих умовах, може бути порушенням законів про авторське право. Користувачі, які додають до Вікіпедії такі матеріали, можуть бути тимчасово позбавлені права редагувати статті. Незважаючи ні на що, ми завжди раді вашим оригінальним статтям. Дякуємо. |